# EUREKA
EUREKA ist eine europäische Forschungsinitiative für anwendungsorientierte Forschung und Entwicklung in internationalen Projektkooperationen von ursprünglich 17 europäischen Staaten zur Verstärkung der Zusammenarbeit in der zivilen hochtechnologischen Entwicklung, vor allem in der Mikroelektronik und Materialforschung, in der Informations- und Produktionstechnik sowie beim Umweltschutz. Sie bietet Unternehmen und wissenschaftlichen Einrichtungen den Rahmen für grenzüberschreitende und marktorientierte Kooperationen zu innovativen und individuellen Themen.
Die Organisation wurde am 17. Juli 1985 in Paris gegründet und auf einer zweiten Ministerkonferenz am 5. November 1985 in Hannover wurden die Ziele, Strukturen und Verfahren des Projektes festgelegt.

## Mitglieder

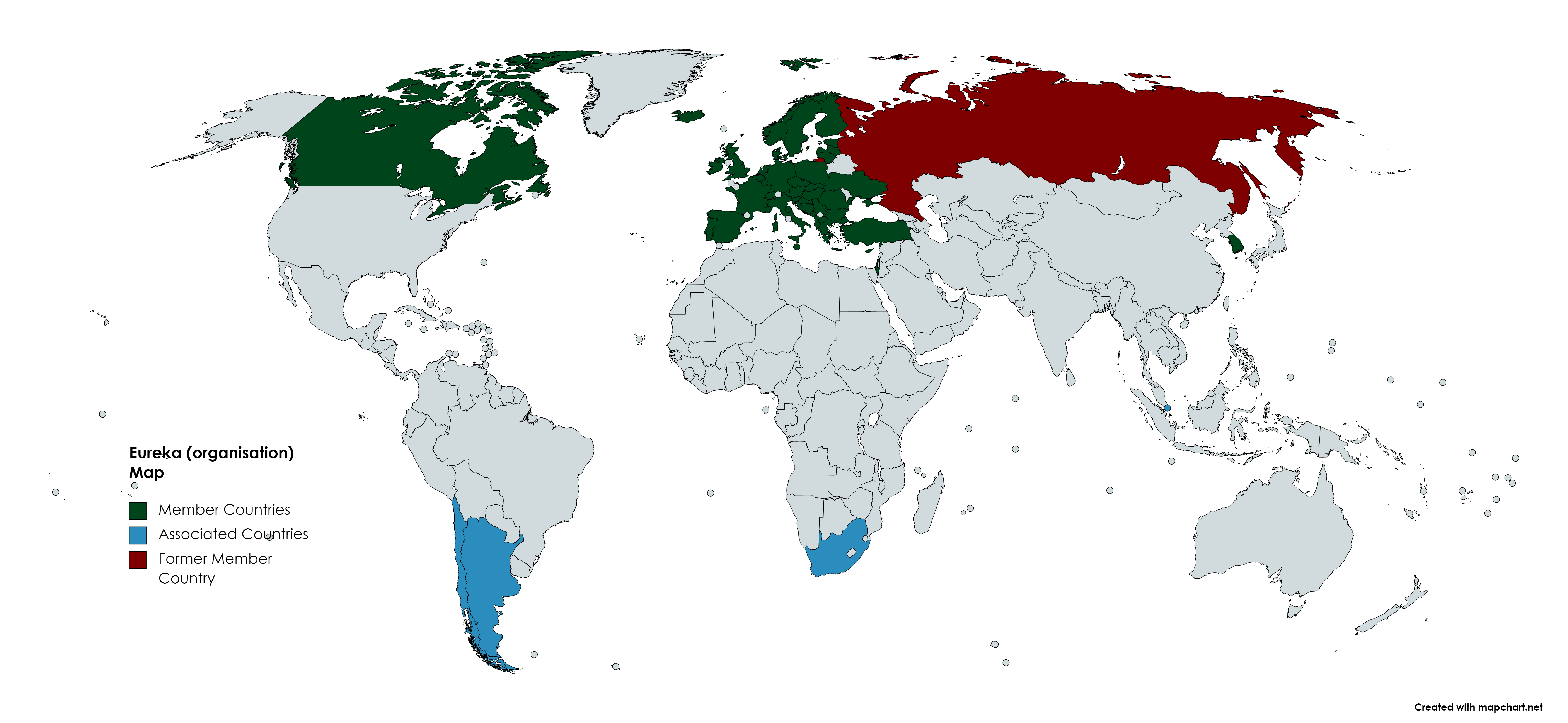
(Stand: 2024)

Derzeit zählen 40 Staaten und die Europäische Union zu den Vollmitgliedern. Neben allen Mitgliedsländern der Europäischen Union sind dies Island, Israel, Kanada, Monaco, Montenegro, Nordmazedonien, Norwegen, San Marino, Schweiz, Serbien, Ukraine und die Türkei.

## Grundsätzliche Ziele
- Entwicklung von Produkten, Verfahren und Dienstleistungen bis zur Marktreife
- die europäische Wettbewerbsfähigkeit auf den Weltmärkten fördern
- das in Europa vorhandene Potenzial an Fachleuten, Wissen, Forschungsaktivitäten, Einrichtungen und finanziellen Ressourcen besser nutzen
- länderübergreifende Probleme lösen
- europäische Infrastrukturen und Normen entwickeln
- den europäischen Binnenmarkt stärken

## Mitglieder
| Mitgliedsland          | Beigetreten                 | Ausgetreten |
| ---------------------- | --------------------------- | ----------- |
| Österreich             | 1985                        |             |
| Belgien                | 1985                        |             |
| Bulgarien              | 2010                        |             |
| Kanada                 | 2022 (assoziiert seit 2012) |             |
| Kroatien               | 2000                        |             |
| Zypern                 | 2002                        |             |
| Tschechien             | 1995                        |             |
| Dänemark               | 1985                        |             |
| Estland                | 2001                        |             |
| Finnland               | 1985                        |             |
| Frankreich             | 1985                        |             |
| Deutschland            | 1985                        |             |
| Griechenland           | 1985                        |             |
| Ungarn                 | 1992                        |             |
| Island                 | 1986                        |             |
| Irland                 | 1985                        |             |
| Israel                 | 2000                        |             |
| Italien                | 1985                        |             |
| Lettland               | 2000                        |             |
| Litauen                | 1999                        |             |
| Luxemburg              | 1985                        |             |
| Nordmazedonien         | 2008                        |             |
| Malta                  | 2006                        |             |
| Monaco                 | 2005                        |             |
| Montenegro             | 2012                        |             |
| Niederlande            | 1985                        |             |
| Norwegen               | 1985                        |             |
| Polen                  | 1995                        |             |
| Portugal               | 1985                        |             |
| Rumänien               | 1997                        |             |
| Russland               | 1993                        | 2023        |
| San Marino             | 2005                        |             |
| Serbien                | 2002                        |             |
| Slowakei               | 2001                        |             |
| Slowenien              | 1994                        |             |
| Spanien                | 1985                        |             |
| Schweden               | 1985                        |             |
| Schweiz                | 1985                        |             |
| Türkei                 | 1985                        |             |
| Ukraine                | 2006                        |             |
| Vereinigtes Königreich | 1985                        |             |
| Europäische Union      | 1985                        |             |

| Assoziierte Länder | Beigetreten |
| ------------------ | ----------- |
| Chile              | 2017        |
| Südafrika          | 2014        |

| Partnerland | Beigetreten |
| ----------- | ----------- |
| Südkorea    | 2009        |

| Nationale Informationsstellen | Beigetreten |
| ----------------------------- | ----------- |
| Albanien                      | 1991        |
| Bosnien und Herzegowina       | 2009        |

## Projekte
- Prometheus (führerlose Autos)
- Eureka-147 (Digital Audio Broadcasting, DAB)
- MUSICAM (System zur verlustbehafteten Datenkompression von Audio-Signalen)

## Auszeichnungen
- EUREKA Innovation Award